# Suimanga capblau
El suimanga capblau (Cyanomitra alinae) és un ocell de la família dels nectarínids (Nectariniidae).

## Hàbitat i distribució
Habita els boscos de les muntanyes del nord-est i est de la República Democràtica del Congo, oest d'Uganda, Ruanda i Burundi.